# Катерина Мурино
Катерина Мурино (итал. Caterina Murino; рођена 15. септембра 1977. у Каљарију у Италији) италијанска је глумица и фото-модел. Пажњу јавности стекла је улогама Бондове девојке у филму Казино Ројал и Пенелопе у телевизијској серији Одисеј.

## Биографија
Након освајања четвртог места на избору за мис Италије 1996. године преселила се у Милано где је почела да ради као модел. Током 1999. и 2000. године похађала је Школу за филм и позориште (итал. Scuola di Cinema e Teatro) Франческа Сапија. По завршетку школе глумила је у представи Ричард III а телевизијску каријеру је започела 2002. године играјући мање улоге у италијанским, немачким и француским продукцијама. Прву озбиљнију улогу имала је 2004. године у француској комедији L'enquête corse са Жаном Реноом. Светску славу је стекла као Бондова девојка у филму Казино Ројал тумачећи улогу Соланж. Запажену улогу остварила је као Пенелопа у француској телевизијској серији Одисеј из 2013. године.

## Приватан живот
Катерина Мурино говори три језика, поред матерњег италијанског течно говори и енглески и француски. Свестрана је глумица и добар спортиста. Међу њене таленте убрајају се певање, играње танга, фламенка и оријенталних плесова, као и јахање коња.

## Одабрана филмографија
| Улоге Адеа |              |               |          |          |
| Година     | Српски назив | Изворни назив | Улога    | Напомена |
| 2001.      |              |               |          |          |
| 2004.      |              |               |          |          |
| 2004.      |              |               |          |          |
| 2005.      |              |               |          |          |
| 2006.      |              |               |          |          |
| 2006.      |              |               |          |          |
| 2006.      | Казино Ројал | Casino Royale | Соланж   |          |
| 2007.      |              |               |          |          |
| 2008.      |              |               |          |          |
| 2008.      | Рајска башта |               |          |          |
| 2008.      |              |               |          |          |
| 2009.      |              |               |          |          |
| 2011.      | Зен          |               |          |          |
| 2013.      | Одисеј       | Odysseus      | Пенелопа |          |